# Pararoncus uenoi
Pararoncus uenoi är en spindeldjursart som först beskrevs av Kuniyasu Morikawa 1957.  Pararoncus uenoi ingår i släktet Pararoncus och familjen spinnklokrypare. Inga underarter finns listade i Catalogue of Life.